# Żyłt brjag
Żyłt brjag (bułg. Жълт бряг) – wieś w Bułgarii, w obwodzie Sliwen, w gminie Twyrdica. Według danych szacunkowych Ujednoliconego Systemu Ewidencji Ludności oraz Usług Administracyjnych dla Ludności, 15 czerwca 2020 roku miejscowość liczyła 313 mieszkańców.